# 百崎敏克
百﨑 敏克（ももざき としかつ、1956年4月4日 - ）は、佐賀県佐賀市出身で、現在も在住。日本の高校野球指導者。元佐賀県立佐賀北高等学校硬式野球部監督。

## 経歴
- 佐賀県立佐賀北高等学校では、野球部に所属。外野手としてプレーし、主将も務める。甲子園（春・選抜高等学校野球大会、夏・全国高等学校野球選手権大会）には出場できなかったが、3年夏では県4強入り。
- 國學院大學文学部に進学。しかし、自らの能力に限界を感じ、野球からは遠ざかる。大学時代は、一日一冊本を読み、国語科の高等学校教員免許を取得し、卒業。
- 1980年、佐賀県高等学校教員となり、佐賀県立佐賀農芸高等学校（現在の佐賀県立高志館高等学校）に赴任。野球部監督に就任。
- 1992年、佐賀県立佐賀東高等学校野球部部長。同年第74回夏の甲子園出場。のちに監督も務める。
- 2001年、佐賀県立神埼高等学校野球部監督として、チームを甲子園春(73回大会)夏(83回大会)連続出場に導く。
- その後、佐賀県立三養基高等学校に移り野球部部長に就任。
- 2004年、母校である佐賀県立佐賀北高等学校に赴任。硬式野球部監督に就任した。
- 2007年、第89回夏の甲子園に出場。福井県立福井商業高等学校、三重県立宇治山田商業高等学校、群馬県立前橋商業高等学校、帝京高等学校、長崎日本大学高等学校、広陵高等学校を次々に撃破し、公立高等学校として愛媛県立松山商業高等学校以来11年ぶり、佐賀県代表としては佐賀県立佐賀商業高等学校以来13年ぶりの優勝の快挙を成し遂げた。大会後には、日米親善高校野球・日本代表監督に就任した。
- 2017年7月20日、監督を退任し副部長に就任することが発表された。
- 2022年、選抜高等学校野球大会の選考委員となる。

## エピソード
- 生徒からのあだ名は「モモティー」。
- 趣味はニシキゴイの飼育。
- 「進学校が、練習量で勝る強豪校を倒すには体力をつけるのが大切」が持論。練習の3分の1は体力作り、3分の1は基礎的な技術練習に充てられる。
- 国語の授業においては、「ももプリ3年、柿八年」と、諺をもじった冗談を言い、「ももプリ（百﨑プリント）」という手書きの練習問題を載せたプリントを定期テスト前に配布し、生徒の学力向上に寄与している。
- 主な教え子に、プロ野球オリックス・バファローズの野中信吾（神埼）らがいる。

## 監督としての甲子園成績
- 神埼：出場2回・1勝2敗（春：出場1回・0勝1敗／夏：出場1回・1勝1敗）
- 佐賀北：出場3回・6勝2敗1分け・優勝1回（春：出場なし／夏：出場3回・6勝2敗1分・優勝1回）
- 通算：出場5回・7勝4敗1分け・優勝1回